# Everything Everything
Everything Everything je britská rocková skupina, založená v roce 2007 v Manchesteru. Své první album nazvané Man Alive skupina vydala v srpnu 2010 u vydavatelství Geffen Records a druhé Arc následovalo v lednu 2013 u RCA Records. Po Arc následovalo jejich dosud nejúspěšnější album Get To Heaven vydané v roce 2015. Po něm skupina vydala alba A Fever Dream (2017), RE-ANIMATOR (2020) a Raw Data Feel (2022). Skupinu tvoří zpěvák a kytarista Jonathan Higgs, baskytarista Jeremy Pritchard, bubeník Michael Spearman a kytarista Alex Robertshaw.

## Diskografie
- Man Alive (2010)
- Arc (2013)
- Get to Heaven (2015)[1]
- A Fever Dream (2017)
- Re-Animator (2020)
- Raw Data Feel (2022)